# Gnophos epicearia
Gnophos epicearia är en fjärilsart som beskrevs av Meyer. Gnophos epicearia ingår i släktet Gnophos och familjen mätare. Inga underarter finns listade i Catalogue of Life.